# Torre do Cairo
Torre do Cairo
A Torre do Cairo (em árabe: برج القاهرة‎; romaniz.: burj al - qāhira) é uma torre de televisão de concreto edificada na cidade do Cairo, Egito. Foi construída no moderno distrito de Zamalek, cercado pelo rio Nilo.
Construída de 1956 a 1961, a torre foi projetada pelo arquiteto egípcio Naoum Shebib, inspirada na arquitetura egípcia antiga. Seu desenho de treliça parcialmente aberta pretende evocar uma planta de lótus faraônica, um símbolo icônico do Antigo Egito. A torre é coroada por um deck de observação circular e um restaurante giratório com vista para a Grande Cairo.